# Saljut 6 EO-1
Saljut 6 EO-1 war die Bezeichnung für den ersten Langzeitaufenthalt an Bord der sowjetischen Raumstation Saljut 6. Die beiden Kosmonauten starteten mit Sojus 26 und kehrten mit Sojus 27 zur Erde zurück. Während dieser Expedition wurden verschiedene Erstleistungen vollbracht und Rekorde aufgestellt.

## Besatzung
Wie üblich bestand die Besatzung aus zwei Kosmonauten: einem ehemaligen Militärflieger als Kommandant und einem Ingenieur von NPO Energija als Bordingenieur.
Für diese erste Langzeitbesatzung wurden hierfür Kommandant Juri Romanenko und Bordingenieur Georgi Gretschko eingeteilt.
Gretschko war beim vorhergehenden Flug nicht in der Ersatzmannschaft, sondern in der Unterstützungsmannschaft. Er hatte den Vorzug vor Iwantschkow bekommen, der wieder in die Ersatzmannschaft eingeteilt wurde.
Die Ersatzmannschaft bestand aus dem Kommandanten Wladimir Kowaljonok und dem Bordingenieur Alexander Iwantschenkow. Kowaljonok war zuvor Kommandant des fehlgeschlagenen Fluges Sojus 25, der nur zwei Monate zurücklag.
Die Unterstützungsmannschaft bestand aus Wladimir Ljachow, Leonid Popow, Waleri Rjumin und Walentin Lebedew. Diese Kosmonauten waren für spätere Raumstationsmissionen vorgesehen.

## Die Raumstation und der erste Kopplungsversuch
Im Gegensatz zu früheren Saljut-Raumstationen war Saljut 6 mit zwei Kopplungsstutzen versehen, so dass mehrere Raumschiffe gleichzeitig ankoppeln konnten. Dies war auch bei der US-amerikanischen Raumstation Skylab der Fall, dort aber war das zweite Kopplungssystem nur für eine Rettungsmission im Notfall vorgesehen, während für Saljut 6 tatsächlich der Besuch von mehreren Raumschiffen gleichzeitig geplant war. Außerdem war Saljut 6 die erste Raumstation, deren Lageregelungssystem in der Erdumlaufbahn nachgetankt werden konnte, was die Lebensdauer stark erhöhte.
Saljut 6 wurde am 29. September 1977 um 06:50 UTC in die Erdumlaufbahn gebracht. Am 9. Oktober 1977 startete das Raumschiff Sojus 25 mit Wladimir Kowaljonok und Waleri Rjumin an Bord. Die geplante Kopplung am vorderen Kopplungsstutzen schlug jedoch fehl. Da Sojus 25 bei den Manövern zu viel Treibstoff verbraucht hatte, mussten Ljachow und Rjumin zur Erde zurückkehren, ohne die Station in Betrieb genommen zu haben.

## Missionsverlauf

### Start von Sojus 26 und Kopplung
Sojus 26 startete am 10. Dezember 1977 vom Kosmodrom Baikonur mit Romanenko und Gretschko an Bord. Am Folgetag dockte das Raumschiff an den hinteren Kopplungsstutzen von Saljut 6 an. Den vorderen Stutzen mied man, weil der Grund für die Kopplungsprobleme von Sojus 25 noch nicht bekannt war. Romanenko und Gretschko stiegen in Saljut 6 um und nahmen sie in Betrieb. Dies war die fünfte bemannte Raumstation in der Geschichte der Raumfahrt.

### Inspektion des Kopplungsstutzens
Eine der dringendsten Aufgaben der Kosmonauten war es, zu untersuchen, ob der vordere Kopplungsstutzen überhaupt funktionsfähig war. Wenn das nicht der Fall war, konnten keine Besuchs- oder Versorgungsraumschiffe ankoppeln, und die Station wäre nicht für die geplanten Langzeitaufenthalte nutzbar.
Dazu wurde der erste Weltraumausstieg aus einer sowjetischen Raumstation und der erste sowjetische Raumausstieg seit 1969 (Umsteigen von Sojus 5 nach Sojus 4) durchgeführt. Gleichzeitig war dies der erste Einsatz des neuen Raumanzugs Orlan.
Romanenko und Gretschko stellten fest, dass der Kopplungsmechanismus unbeschädigt war, und die Probleme des letzten Flug wohl an Sojus 25 gelegen haben mussten.
Am 29. Dezember wurden die Haupttriebwerke des Sojus-Raumschiffs gezündet, um die Bahn der Raumstation anzuheben. Die Kosmonauten konnten dabei nicht die eigenen Triebwerke der Raumstation einsetzen, weil das wegen der Sojus am hinteren Kopplungsstutzen nicht möglich war.

### Erster Besuch: Sojus 27
Saljut 6 war die erste Raumstation, die im Laufe einer Langzeitmission kurzzeitig auch von Besuchsmannschaften angeflogen wurde. Einerseits konnten dadurch Versorgungsgüter zur Raumstation gebracht werden, andererseits konnte damit auch das Sojus-Raumschiff ausgetauscht werden, das nur eine begrenzte Zeit im Weltraum einsatzfähig war. Auf diese Weise waren Aufenthalte möglich, die die Einsatzdauer der Raumschiffe überstiegen.
Am 11. Januar 1978, um 14:05:54 UTC koppelte Sojus 27 an den vorderen Stutzen von Saljut 6 an. Romanenko und Gretschko hatten sich hierzu vorsichtshalber in das Sojus-26-Raumschiff am hinteren Kopplungsstutzen zurückgezogen, für den Fall, dass Sojus 27 mit der Raumstation kollidieren sollte.
An Bord von Sojus 27 befanden sich Kommandant Wladimir Dschanibekow und Bordingenieur Oleg Makarow, die nach der Kopplung in die Raumstation umstiegen. Sie waren die ersten Raumstations-Besucher in der Geschichte der Raumfahrt, und ihre Mission trug auch die Bezeichnung Saljut 6 EP-1.
Mit Sojus 27 war nun erstmals ein Komplex in der Erdumlaufbahn, dass aus drei unabhängig voneinander gestarteten Modulen bestand. Die Gesamtmasse betrug etwa 33 Tonnen, und eine der Aufgaben der vier Kosmonauten war es, die Stabilität des Komplexes zu untersuchen und die Resonanzfrequenzen zu messen.
Nach fünf Tagen bestiegen Dschanibekow und Makarow das Sojus-26-Raumschiff und koppelten von der Raumstation ab. Damit hinterließen sie der Stammbesatzung ein frisches Raumschiff für die Rückkehr. Zuvor waren die an die Körper angepassten Schalensitze zwischen den Sojus-Raumschiffen ausgetauscht worden. Dies war das erste Mal in der Geschichte der Raumfahrt, dass an einer Raumstation ein Raumschiff ausgewechselt wurde. Ein Umstieg von Raumfahrern in ein anderes Raumschiff hatte es zuvor nur bei Sojus 4 und Sojus 5 im Jahre 1969 gegeben.

### Progress
Eine weitere Erstleistung war die Ankopplung des unbemannten Frachters Progress 1 am 22. Januar 1978 um 10:12:14 UT. Es transportierte 1300 kg Lebensmittel und Ausrüstung sowie 1000 kg Treibstoff zur Raumstation.
Hierfür wurde der hintere Kopplungsstutzen benötigt, weil sich dort die Tank-Anschlüsse befanden. In den ersten Tagen wurde das Versorgungsschiff entladen und mit Müll befüllt. Dann wurden die Tankleitungen sorgfältig auf Lecks überprüft, bevor der Treibstoff umgepumpt wurde. Dies war das erste Nachtanken einer Raumstation.
Am 6. Februar 1978 um 05:54 UTC wurde Progress 1 vom hinteren Kopplungsstutzen abgedockt. Nach einer Bremszündung am 8. Februar tauchte der Frachter in die Erdatmosphäre ein und verglühte wie geplant.

### Zweiter Besuch: Sojus 28
Zu einer weiteren historischen Erstleistung kam es, als mit Sojus 28 die zweite Besuchsmannschaft an Saljut 6 ankoppelte. An Bord war neben Kommandant Alexei Gubarew im Rahmen des Interkosmos-Programms mit Vladimír Remek aus der Tschechoslowakei auch der erste Raumfahrer, der weder aus der Sowjetunion noch aus den USA stammte. Damit war Saljut 6 die erste international bemannte Raumstation.
Sojus 28 koppelte am 3. März 1978 um 17:09:30 UTC an den hinteren Kopplungsstutzen der Raumstation an, der einen Monat zuvor noch vom Progress-Frachter belegt worden war. Die vier Kosmonauten arbeiteten eine Woche zusammen, bis sich Gubarew und Remek am 10. März ihr Raumschiff begaben und um 10:23:30 abkoppelten. Dieses Mal war das Raumschiff nicht ausgetauscht worden, denn die Rückkehr der Hauptmannschaft stand unmittelbar bevor.

### Rückkehr
Nur wenige Tage später, am 16. März 1978, begaben sich Romanenko und Gretschko in das Sojus-Raumschiff am vorderen Kopplungsstutzen. Gegen 08:00 UTC koppelten sie ab und ließen Saljut 6 unbemannt zurück. Eine Überlappung der Langzeitmannschaften, wie sie später bei der Raumstation Mir die Regel sein sollte, war nicht vorgesehen.
Um 10:31:08 wurden die Bremstriebwerke von Sojus 27 gezündet, die Landung erfolgte um 11:18:47 UTC. Romanenko hatte sich im All eine Zahnentzündung zugezogen, die an Bord nicht hätte behandelt werden können, so dass die Rückkehr sicher nicht länger hätte hinausgezogen werden können.

## Bedeutung für das Saljut-Programm
Mit dieser ersten Expedition an Bord der Saljut 6 wurden mehrere Erstleistungen und Rekorde erreicht:
- Erster Einsatz des Orlan-Raumanzugs
- Erste Versorgung mit unbemanntem Frachter, erstes Betanken einer Raumstation
- Erstes Ankoppeln zweier Raumschiffe an eine Raumstation
- Erster Austausch eines Raumschiffs
- Erste international bemannte Raumstation
- Längster Flug eines Sojus-Raumschiffes (Sojus 27) mit 64 Tagen, der US-amerikanische Rekord von Skylab 4 stand jedoch bei 84 Tagen.
- Langzeitrekord für einen Weltraumaufenthalt mit 96 Tagen. Damit hatten Romanenko und Gretschko den Rekord von Skylab 4 klar überboten.

Mit all diesen Leistungen zeigte sich die Sowjetunion klar als die führende Nation in der erdnahen bemannten Raumfahrt. Die USA befanden sich zu dieser Zeit in der Pause zwischen dem Apollo-Programm und dem Space Shuttle, dessen Entwicklung sich jedoch immer länger hinzog.
Die Besatzung der zweiten Langzeitmission, Wladimir Kowaljonok und Alexander Iwantschenkow, machte sich dagegen schon bereit, in wenigen Wochen erneut zu Saljut 6 zu starten und einige Rekorde zu überbieten.